# John Conroy (Hockeyspieler)
John Valentine Conroy (* 27. November 1928 in Nagpur, Britisch-Indien; † 9. November 1985 in Liverpool) war ein britischer Hockeyspieler.

## Leben
John Conroy wuchs in Indien auf und erlernte dort das Hockeyspiel.
Bei den Olympischen Spielen 1952 in Helsinki trat der Angriffsspieler mit der britischen Mannschaft an und wurde in allen drei Spielen eingesetzt. Nach dem 1:0-Sieg gegen die belgische Mannschaft im Viertelfinale trafen die Briten im Halbfinale auf die indische Mannschaft und unterlagen mit 1:3. Im Spiel um den dritten Platz gegen die Mannschaft Pakistans erzielte Conroy das erste Tor beim 2:1-Sieg.
Vier Jahre später bei den Olympischen Spielen 1956 in Melbourne war Conroy mit fünf Treffern erfolgreichster Torschütze seiner Mannschaft. Die Briten gewannen ihre Vorrundengruppe und unterlagen im Halbfinale der Mannschaft Pakistans mit 2:3. Das Spiel um die Bronzemedaille gegen die deutsche Mannschaft verloren die Briten mit 1:3, wobei Conroy den einzigen Treffer für die Briten erzielte.